# Tricondyloides persimilis
Tricondyloides persimilis es una especie de escarabajo longicornio del género Tricondyloides, tribu Parmenini, familia Cerambycidae. Fue descrita científicamente por Breuning en 1939.
Se distribuye por Oceanía: Nueva Caledonia. Mide 6-7 milímetros de longitud. El período de vuelo ocurre en los meses de julio y noviembre.